# عماد الدساری
عماد الدساری (انگلیسی: Imad Al-Dossari؛ زادهٔ ۴ ژوئن ۱۹۸۵) فوتبالیست اهل عربستان سعودی است.
از باشگاه‌هایی که در آن بازی کرده‌است می‌توان به باشگاه فوتبال التعاون عربستان سعودی اشاره کرد.